# سمفونی شماره ۹ (اشنیتکه)
سمفونی شماره ۹ (اشنیتکه)، یک سمفونی اثر آلفرد اشنیتکه، آهنگ‌ساز روسی-آلمانی است. او این سمفونی را دو سال پیش از مرگ خویش در سال ۱۹۹۸ میلادی پدیدآورد. چون متنِ سمفونی شماره ۹ اشنیتکه، که پس از مرگ وی به‌جا مانده بود، از یک سو دست‌نویس بود و از دیگر سو از خوانایی خوبی برخوردار نبود، همسر اشنیتکه (آیرینا اشنیتکه) آهنگ‌سازی جوان به نام الکساندر راسکاتوف را به کار گرفت تا آن را بازنویسی کند.
راسکاتوف جوان، افزون بر بازنویسی و بازسازی این سمفونی، یک بخش نیز بدان افزود و آن بخش را Nunc dimittis – In memoriam Alfred Schnittke «نانک دیمیتیس - گرامی‌داشت یاد آلفرد اشنیتکه» نام نهاد.

## موومان‌ها
سمفونی شماره ۹ اشنیتکه در سه موومان تصنیف شده‌است. هر موومان دارای آهنگی تندتر از موومان پیشین است:
1. [آندانته]
2. مودراتو
3. پرِستو

موومان نخست از دیدگاه زمانی، در ژرف‌ساخت خود دارای آهنگ پیش‌رونده نبود؛ پیشنهادی از سوی آیرینا اشنیتکه به میان آمد که هر موومان از موومان پیشینِ خود آهنگِ تندتری داشته باشد؛ این پیشنهاد، پذیرشِ الکساندر راسکاتوف را به همراه داشت.